# Stepa Stepanović
Stepan „Stepa” Stepanović (în sârbă Степан Степа Степановић, pronunțat [stɛ̌ːpa stɛpǎːnoʋitɕ]; n. 28 februarie/11 martie 1856, Kumodraž, Republica Socialistă Serbia, RSF Iugoslavia – d. 29 aprilie 1929, Čačak, Moravički upravni okrug, Serbia) a fost un comandant militar sârb care a luptat în Războiul Sârbo-Otoman, Războiul Sârbo-Bulgar, Primul Război Balcanic, Al Doilea Război Balcanic și Primul Război Mondial. După ce s-a înrolat în Armata Sârbă în 1874, a luptat împotriva forțelor Imperiului Otoman în 1876. În anii următori a avansat în ierarhia Armatei Sârbe și a luptat împotriva forțelor militare bulgare în 1885. În cele din urmă a devenit ministru de război în aprilie 1908 și a fost responsabil pentru promovarea unor schimbări în Armata Sârbă.
Stepanović a comandat forțele militare sârbe în timpul celor două războaie balcanice și a condus Armata a 2-a Sârbă în timpul Primului Război Mondial. După Bătălia de pe Muntele Cer a fost avansat la gradul de mareșal, devenind al doilea militar sârb ce a primit acest grad, după Radomir Putnik. A murit la Čačak în 29 aprilie 1929.

## Copilăria și educația timpurie

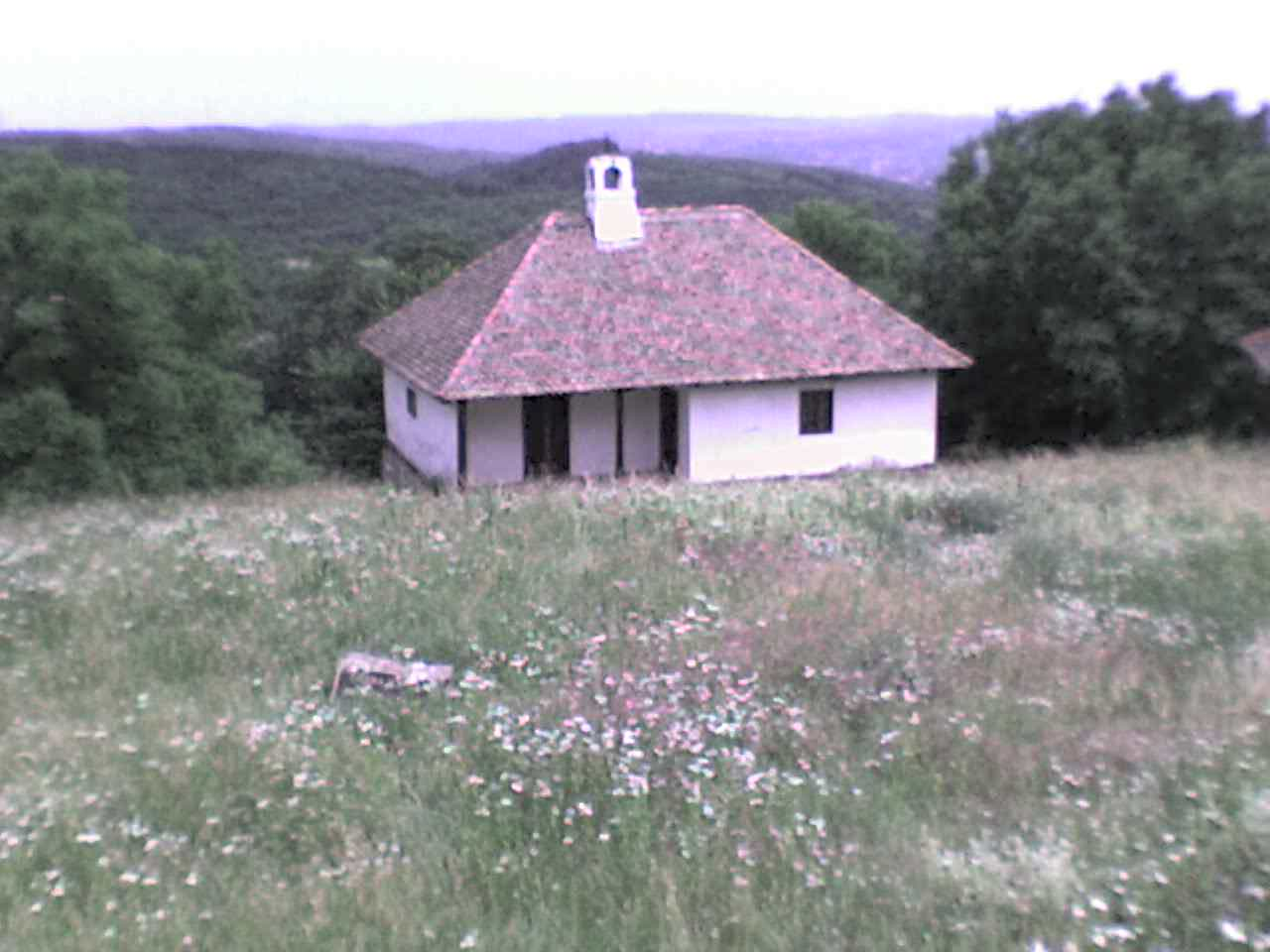
Casa din Kumodraž, unde a copilărit Stepanović.

Stepan „Stepa” Stepanović s-a născut la 28 februarie 1856[a] în satul Kumodraž din apropiere de Belgrad. A fost al patrulea copil și al treilea fiu al lui Ivan Stepanović și al soției sale, Radojka (născută Nikolić). Copilul a fost numit după bunicul său patern, Stepan, de la care provine numele familiei sale. Există două teorii despre originile familiei sale. O primă teorie susține că strămoșii lui Stepanovic, care erau cunoscuți ca Živanović, proveneau din regiunile Bosnia și Lika. A doua teorie este că strămoșii lui au venit din vecinătatea orașelor Leskovac și Pirot în timpul Marilor Migrații Sârbe din secolele al XVII-lea și al XVIII-lea.
Din cauza muncii casnice, mama lui Stepanović avea puțin timp pentru el și îl lăsa adesea în grija soacrei sale. Înainte de a urma școala primară, băiatul a avut grijă de vite și a fost cândva rănit de un taur. Stepan a absolvit școala primară trienală din Kumodraž și a urmat studiile secundare la gimnaziul adăpostit în Conacul căpitanului Miša din Belgrad. Deoarece studiile erau costisitoare, a lucrat deseori ca servitor în casa familiilor bogate din Belgrad. A încheiat primul an de școală cu note bune și a continuat să obțină note bune în tot restul anilor de școală. În septembrie 1874 Stepanović s-a înscris în clasa a XI-a la Școala de Artilerie din Belgrad, renunțând să urmeze al șaselea an de gimnaziu. Nu a trebuit să participe la un examen de admitere deoarece absolvise deja cinci ani de gimnaziu. Clasa lui avea douăzeci și nouă de cadeți.
La vremea respectivă, Școala de Artilerie din Belgrad avea un caracter tehnic și acorda multă atenție cunoștințelor de matematică, domeniu de studii la care Stepa Stepanović a obținut mereu note mici. În plus, Stepanović nu excela nici la studiul limbilor străine, deși citea literatură rusă și franceză. După izbucnirea Răscoalei din Herțegovina, Principatul Serbiei a început pregătirea pentru un război cu Imperiul Otoman, iar Școala de Artilerie din Belgrad a inițiat un program de pregătire militară practică. În septembrie 1875 Stepanović și colegii de clasă au primit cu toții gradul de caporal. După ce a trecut un examen, Stepanović a devenit subsergent în mai 1876. În iunie 1876 a fost declanșat războiul dintre Serbia și forțele turce otomane din Balcani, care erau formate în majoritate din albanezi din Kosovo. Stepanović și întreaga sa clasă au fost avansați rapid la gradul de sergent și au fost trimiși în prima linie.

## Războaiele sârbo-otomane
Stepanović a sosit la Kragujevac la 14 mai 1876. Aici, el a fost repartizat să îndeplinească sarcini funcționărești la cartierul Diviziei Šumadija, comandate de colonelul Ljubomir Uzun-Mirković, ale cărui ordine erau transmise unităților subordonate de Stepanović. Divizia Šumadija era unitatea principală a Armatei Moravei, dar după o schimbare a planurilor de luptă a fost divizată în mai multe escadroane. Stepanović a fost repartizat în escadronul lui Uzun-Mirković, care avea ordinul să ajute Armata Knjaževac să ocupe orașele Babina Glava și Bela Palanka pentru a împiedica sosirea întăririlor otomane la Niš. În cele din urmă, orașul Babina Glava a fost capturat, iar Stepanović a fost remarcat de Uzun-Mirković pentru că era „foarte agil și un bun călăreț”. La scurt timp, otomanii au lansat o contraofensivă împotriva escadronului lui Uzun-Mirković, care s-a retras la Pandrilo. Otomanii au atacat localitatea Pandrilo pe 19 iulie, iar Stepanović a participat în mod activ la acea luptă. Participarea lui Stepanović alături de soldații sârbi a contribuit la creșterea moralului trupei și a întors soarta luptei. Această experiență l-a impresionat mult pe Stepanović, care a intrat adesea în lupte alături de soldații sârbi pentru a le ridica moralul.
După căderea orașului Knjaževac, Stepanović și escadrinul său s-au deplasat de la Deligrad la Sokobanja pentru a-i împiedica pe otomani să ajungă pe Valea Moravei. Forțele sârbe s-au regrupat în Sokobanja și au format Corpul IV Armată, sub comanda colonelului Đura Horvatović. Stepanović s-a alăturat ulterior acestei unități.
Corpul IV Armată a mărșăluit prin Kurilovo și a ajuns la Vinik, unde a atacat pozițiile otomane. El s-a deplasat apoi către Deligrad, unde a ajuns pe 7 septembrie. Ulterior, la 11 septembrie, Corpul IV Armată s-a confruntat cu turcii în apropiere de Krevet, într-o luptă care s-a încheiat indecis.
La 1 noiembrie 1876 a fost încheiat un armistițiu între forțele militare sârbe și turco-otomane. O lună mai târziu, la 1 decembrie, Stepanović a obținut Medalia de aur pentru vitejie și a fost avansat la gradul de sublocotenent. El a fost numit la 13 februarie 1877 în postul de comandant al companiei a 3-a a Batalionului 3 al Armatei Sârbe. Mai târziu, Stepanović a participat la capturarea orașului Pirot. Acționând sub comanda generalului Jovan Belimarković, Stepanović și cei 300 de militari subordonați au atacat zona fortificată din stânga satului Nišor, una dintre cele două zone fortificate ale otomanilor în acea localitate. Între 26 și 27 septembrie unitatea lui Stepanović a ocolit neobservată satul Nišor și a capturat localitatea Mali vrh. În dimineața zilei de 27 septembrie, când a fost declanșat atacul sârb principal, unitatea sa a deschis focul asupra satului Nišor, provocând confuzie în rândul forțelor otomane staționate acolo. Mai târziu, orașul Pirot a fost capturat. Un soldat din unitatea lui Stepanović a spus: „Consider că, dacă nu greșesc, acțiunea noastră a reprezentat lovitura deisivă asupra poziției turcești de la Nišor și a decis soarta orașului Pirot”. Stepanović a fost decorat ulterior cu Ordinul Sf. Svetislav, clasa a III-a cu spade și panglică, decorația sa favorită dintre toate decorațiile pe care le-a primit în cursul carierei sale militare, deoarece a considerat că a fost „[primul] care a pătruns în tranșeea turcească”.

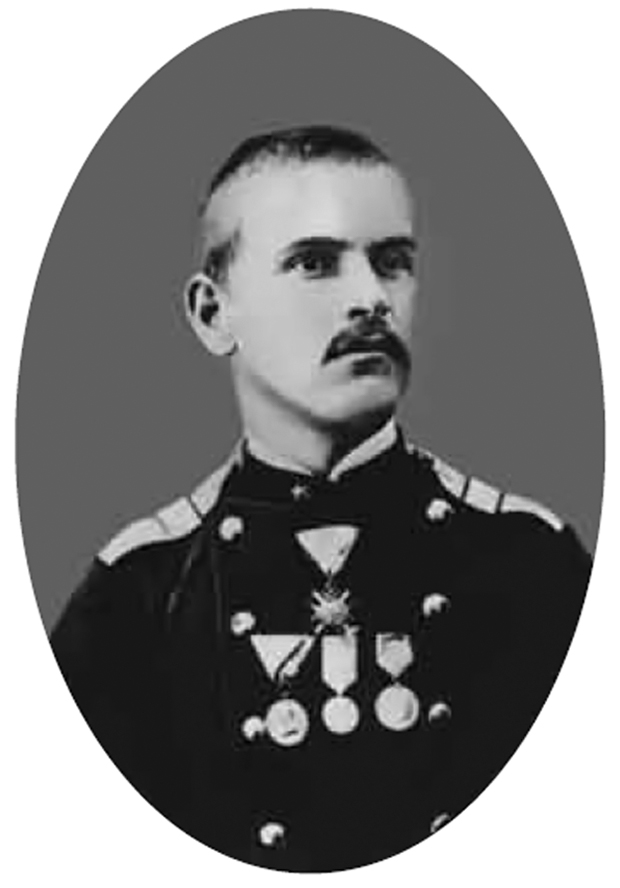
Portretul lui Stepa Stepanović în primul său an de studii la Școala de Artilerie.

La 3 decembrie 1877 Corpul Šumadija și-a început marșul de la Pirot la Niš, împărțit în două eșaloane. În timpul acestui marș, Stepanović a comandat o unitate formată din jumătate de batalion de infanterie și câteva unități mici de cavalerie care a străbătut terenul accidentat din zona muntelui Suva Planina. Cu toate acestea, toți oamenii săi au supraviețuit călătoriei și au fost pregătiți de luptă. Stepanović a declarat mai târziu că marșul peste munte a fost misiunea sa cea mai grea misiune în timpul războiului.
La 23 ianuarie 1878 Înaltul Comandament Sârb a ordonat Diviziei Šumadija să captureze orașul Vranje. Divizia Šumadija i-a alungat apoi pe otomani din Poljanica și i-a învins la Grdelička klisura. La 25 ianuarie Stepa Stepanović a devenit comandantul unei unități de voluntari care i-a înarmat pe locuitorii sârbi din Poljanica. În Bătălia de la Vranje, care a avut loc câteva zile mai târziu, Stepanović a atacat din nordul orașului poziția otomană de la Devotin.

## Perioada de pace
Odată ce războiul s-a încheiat, Stepanović a urmat cursuri suplimentare la Academia Militară de la Belgrad pentru a-și încheia pregătirea militară, absolvind în 1880. În septembrie 1880 el a solicitat un transfer la Kragujevac. Acolo a primit comanda Companiei a 2-a din Batalionul 3 al Armatei Sârbe. În octombrie a devenit comandantul Companiei 1-a din cadrul aceluiași batalion.
La Kragujevac Stepanović a întâlnit-o pe viitoarea sa soție Jelena (1861-1943), fiica prefectului (načelnik) districtului Kragujevac, Velislav Milanović. Cei doi s-au căsătorit la 25 iulie 1881. Primul lor copil, Milica, s-a născut la 21 aprilie 1882. În anul următor Jelena a născut-o pe a doua fiică a cuplului, Danica. Ambele fiice ale lui Stepanović s-au căsătorit cu ofițeri: Milica cu sublocotenentul Krsta Dragomirović (1874-1928), iar Danica cu căpitanul de rangul I Jovica Jovičić, care ulterior a devenit general de divizie în Armata Sârbă.
În prima sa evaluare oficială din ultimul trimestru al anului 1880, o comisie militară specială l-a descris pe Stepanović astfel:
| “ | Receptiv. Are talent militar în general și dovedește pasiune pentru istoria poporului sârb. Are un caracter hotărât și îndrăzneț, precum și stăpânire de sine. Înțelege cu ușurință și acționează rapid cu bune rezultate. Sănătos, puternic, agil și capabil de servicii practice. Este un foarte bun trăgător, călăreț și înotător. Dacă este nevoie, poate comanda o companie, are cunoștințe și este capabil să le transmită subordonaților săi. Este, de asemenea, bun în îndeplinirea îndatoririlor oficiale; util pentru servicii administrative și financiare. Lucrează cu râvnă. Cu cei tineri este riguros și corect, cu cei egali este sociabil și cu cei mai în vârstă este foarte amabil și grijuliu. | ” |

La 1 septembrie 1882 Stepanović a fost avansat la gradul de locotenent de infanterie și a devenit comandantul unei unități militare din Užice, unde a rămas până la 13 februarie 1883, când s-a întors la Kragujevac. La sosirea sa la Kragujevac, a fost numit adjutant militar în Regimentul de Infanterie Šumadija. În același an, Serbia a introdus exerciții militare obligatorii în programele de studii gimnaziale. Stepanović a devenit ulterior profesor de exerciții militare la Gimnaziul nr. 1 din Kragujevac. El a rămas în această funcție până în 1886.

## Războiul Sârbo-Bulgar (1885)
În timpul Bătăliei de la Slivnița, Stepanović a comandat compania 1 din Batalionul 2 al Diviziei Šumadija. Unitatea sa a atacat satul Vrapče și a forțat forțele militare bulgare să se retragă. Într-un raport trimis comandantului Regimentului 12 Stepanović a evidențiat lipsa de coordonare între diviziile, regimentele și batalioanele Armatei Sârbe.
Câteva zile mai târziu, Stepanović a devenit comandantul Batalionului 1 din Regimentul 12 și împreună cu trupele altei unități a atacat cartierul militar bulgăresc de la Slivnița. Bulgarii au început să se retragă, permițând forțelor sârbe să preia controlul asupra regiunii din jurul satului Aldomirovți. În raportul său, Stepanović a scris următoarele despre militarii aflați în subordinea sa: „Comportamentul soldaților în aceste bătălii a fost excelent, deoarece au dat dovadă de un mare spirit de refacere, în ciuda deplasării pe câmp deschis sub foc încrucișat. Comportamentul ofițerilor a fost satisfăcător în ceea ce privește curajul și buna comandă a trupelor”.
După ce forțele militare sârbe au fost alungate din Bulgaria, regele Milan a ordonat o retragere generală a Armatei Sârbe către Pirot la 19 noiembrie. Trei zile mai târziu, forțele bulgare au mărșăluit către oraș și au lansat un atac asupra localității Neškov vis. Regimentul 12 a fost nevoit să se retragă. Stepa Stepanović a relatat mai târziu: „... M-am deplasat dincolo de spital spre locul în care grosul trupelor noastre s-a retras. Nicio strădanie a militarilor mai bătrâni nu i-a putut aduce înapoi. Mai mulți soldați i-au urmărit și apoi acea gloată ridicolă i-a alungat pe ofițerii care au încercat să-i oprească.”

## Ascensiunea militară
Odată cu sfârșitul Războiului Sârbo-Bulgar, Stepanović s-a întors la Kragujevac, unde a rămas până în noiembrie 1886. El a comandat la Kragujevac o companie a Regimentului 10. La sfârșitul anului 1886 a fost avansat la gradul de căpitan de rangul II. A servit ca ofițer aspirant în Marele Stat Major al Armatei Sârbe din 22 noiembrie 1886 până la 22 octombrie 1888. La sfârșitul anului 1888 comisia Marelui Stat Major, însărcinată cu evaluarea performanței sale, a raportat următoarele: „căpitanul de rangul II domnul Stepanović a dovedit suficientă pregătire și pricepere pentru a lucra în Marele Stat Major”, concluzionând că „ar trebui să i se aprobe prezentarea în această iarnă la examenul pentru gradul de căpitan de rangul I”.
În martie 1889 Stepanović a cerut să participe la acest examen, care s-a desfășurat în perioada 2–6 aprilie. Examenul de promovare a inclus doar proba teoretică la douăsprezece discipline. Stepanović nu a mai trebuit să susțină proba practică a examenului, deoarece obținuse o notă foarte bună în cursul misiunilor desfășurate în perioada de stagiu în cadrul Marelui Stat Major. Cu puțin timp înainte de examen fusese numit comandant zonal al Diviziei de la Drina. După susținerea examenelor a fost transferat la Valjevo. La 17 aprilie 1889 a devenit căpitan de rangul I.
În perioada 29 martie - 15 aprilie 1892 Stepanović a susținut și promovat examenul pentru gradul de maior, în același timp cu Milutin Milanović și Živojin Mišić. Stepanović a devenit comandantul Batalionului 5 din Požega la 13 septembrie 1892. El a fost promovat la gradul de maior la 8 mai 1893, iar apoi, la 14 august, a fost transferat din nou la Valjevo pentru a ocupa funcția de comandant zonal al Diviziei Drina. A rămas la Valjevo până la 20 octombrie 1895, când a fost mutat la Belgrad. Stepanović a rămas la Belgrad cinci luni, timp în care a îndeplinit funcția de comandant al Batalionului 7. El a devenit, de asemenea, profesor de istorie militară la Academia Militară de la Belgrad. La 30 martie 1897 a devenit comandant interimar al Regimentului 6 Infanterie din Belgrad. La 11 mai 1897 a fost avansat la gradul de locotenent-colonel (podpolkovnik) și două zile mai târziu a fost numit comandant al Regimentului 6 Infanterie. Stepanović a devenit șeful Marelui Stat Major al Armatei Sârbe la 27 octombrie 1898 și a îndeplinit această funcție până la 15 martie 1899, când a fost numit șef al Departamentului Militar General al Ministerului Apărării. Deși nu-i plăcea să facă o activitate de birou, el a făcut o impresie excelentă asupra membrilor ministerului și a fost rememorat ca fiind foarte strict și punctual. A fost transferat din nou la Valjevo la 17 octombrie 1900, unde a devenit comandantul unei brigăzi de infanterie din Divizia Drina. Din cauza unei neînțelegeri, el a fost transferat la 11 noiembrie la Zaječar și desemnat comandant al unei brigăzi de infanterie din Divizia Timok. I-a plăcut această poziție și a spus: „Trupa este pentru un ofițer ca apa pentru un pește și, mai ales, pentru un ofițer de stat major. Acolo poate să arate ce știe și poate obține rezultate. Biroul ucide spiritul, seacă puterea și îl transformă pe om într-un mecanism.”
La 18 august 1901 Stepanović a fost avansat la gradul de colonel (polkovnik), iar la 11 noiembrie a devenit comandant adjunct al comandamentului militar al Armatei Sârbe. El a ocupat în această funcție până la 15 decembrie 1902, când a primit un post în Statul Major General. Mai târziu, regele Alexandru I l-a decorat cu Ordinul Crucea Takovo clasa a II-a. Stepanović a continuat să predea ca profesor de istorie militară, ținând cursuri despre Războaiele Napoleoniene din perioada 1796-1805. A fost, de asemenea, redactorul revistei militare cunoscute sub numele de Războinicul (în sârbă Ratnik).
Lovitura de stat care a avut loc la 28/29 mai 1903 nu a afectat cariera lui Stepanović. După răsturnarea dinastiei Obrenović, el a devenit șef de secție în departamentul pentru politica de apărare al Ministerului Apărării, apoi a fost numit comandant al Diviziei Šumadija. Ca urmare a acestor promovări, mai mulți istorici au ajuns să creadă că Stepanović a avut legături cu conspiratorii care au răsturnat dinastia Obrenović în ciuda faptul că el a declarat că nu a participat în niciun fel la schimbarea dinastiei. După urcarea sa pe tron, regele Petru I l-a decorat pe Stepanović cu Ordinul Steaua Karagheorghevici clasa a III-a la 29 iunie 1904. Imitându-l pe generalul Đura Horvatić, Stepanović a instituit exerciții militare în stil prusac în divizia pe care o conducea și a pedepsit orice neregulă, inexactitate, încălcare a legii și furt din proprietatea statului.
În primăvara anului 1906 a fost descoperită la Kragujevac, unde se afla garnizoana Diviziei Šumadija, o conspirație a ofițerilor. Unii istorici cred că acea conspirație a fost provocată de disciplina strictă impusă de Stepanović. Conspirația a implicat aproximativ treizeci de ofițeri ai garnizoanei din Kragujevac care au plănuit să ocupe mai multe clădiri publice importante din oraș și apoi să-l aresteze pe Stepanović. Descoperind acest complot la 30 aprilie, Stepanović a ordonat arestarea a 31 de ofițeri. Ar fi vrut să aresteze mai mulți ofițeri, dar a fost oprit de ministrul apărării, Radomir Putnik.
Stepanović a fost șocat profund de conspirație și ulterior a declarat:
| “ | Este un moment amar al întregii mele cariere. Am avut parte de multe momente grele în viața mea, am suferit nedreptate și nerecunoștință, am fost jignit și desconsiderat, dar nimic nu m-a afectat mai mult ca acel lucru. Mă simt trist pentru acei tineri care au fost induși în eroare de intriganți de rang înalt și necinstiți din cauza faptului că slujeau în armată, unde ar fi putut fi de mare folos poporului și patriei. Dar, eu nu am putut face nimic pentru a-i ajuta. | ” |

## Mandatele de ministru și pregătirile pentru Războaiele Balcanice
Stepa Stepanović a fost avansat la gradul de general la 29 iunie 1907, dar a rămas comandant al Diviziei Šumadija. Nikola Pašić a format la 12 aprilie 1908 un nou guvern, în care l-a inclus pe Stepanović ca ministru al apărării. În timpul mandatului său, el a încercat să modernizeze armata și să înlocuiască vechile puști Mauser. De asemenea, el a cumpărat tunuri noi din Franța, cu care a înzestrat Armata Sârbă. Când armata a încercat să comande mitraliere, Stepanović a adoptat o abordare diferită, mai conservatoare, după cum a scris colonelul Vlajić, care a lucrat în cabinetul lui Stepanović:
| “ | Am avut bătaie de cap cu achiziționarea mitralierelor. Această nouă armă, cu care erau înarmate toate armatele, trebuia introdusă în armată și încercam să aduc o anumită cantitate pentru fiecare regiment, dar ministrul Stepa mi-a spus într-o zi: iubesc mai mult un pluton de pușcași decât toate mitralierele tale. Te rog să nu-mi vorbești de sus că o mitralieră poate înlocui un pluton de infanterie. | ” |

În octombrie 1908, după anexarea Bosniei de către Austria-Ungaria, au izbucnit proteste masive în Serbia și Muntenegru. Un număr mare de cetățeni sârbi au cerut declararea războiului împotriva Austro-Ungariei. Ministrul Stepanović a avertizat că Serbia și Armata Sârbă nu erau pregătite pentru război cu o mare putere și a răspuns că trebuiau întreprinse o serie de pregătiri diplomatice, financiare și militare. Declarațiile sale au provocat un val de critici în rândul oamenilor politici de diferite orientări și chiar și în presa sârbă. În consecință, Stepanović a fost demis din funcția de ministru al apărării și a devenit ministru fără portofoliu la începutul anului 1909. Câtva timp mai târziu, în cursul aceluiași an, el l-a asistat activ pe Putnik în pregătirea Armatei Sârbe pentru un viitor război. La începutul anului 1910, Stepanović a devenit comandantul diviziei din zona Morava și și-a asumat sarcina de a pregăti divizia pentru luptă armată.
La începutul lunii martie 1911 Stepanović a devenit din nou ministru al apărării. La scurt timp, prințul moștenitor Alexandru Karađorđević a început să îl suspecteze că ar fi un simpatizant al comandantului Dragutin Dimitrijević Apis, un membru important al grupului de ofițeri ce a realizat Lovitura de stat din mai 1903 și despre care se spunea că ar fi vrut un monarh străin pe tronul Serbiei. În consecință, prințul i-a cerut pe un ton imperativ lui Stepanović să-i transfere din Belgrad pe colonelul Apis și pe maiorul Milovan Milovanović Pilac din Marele Stat Major. Stepanović i-a răspuns că îl va informa pe regele Petru, care va decide singur dacă cei doi ofițeri trebuie transferați. Prințul s-a simțit ofensat și și-a oferit fără succes demisia în fața regelui Petru.
Atunci când Stepanović a preluat pentru a doua oară postul de ministru al apărării (la 24 februarie/9 martie 1911), membrii guvernului Serbiei erau convinși că Marile Puteri intenționau să împartă Balcanii și că populația creștină a Imperiului Otoman era pe punctul de a declanșa o revoltă. În timpul mandatului său, Serbia a semnat mai multe acorduri militare defensive cu alte țări balcanice și a fondat Liga Balcanică. Stepanović, împreună cu generalul Radomir Putnik și cu colonelul Živojin Mišić, a conceput planuri de mobilizare, concentrare și dezvoltare strategică a Armatei Sârbe, pregătindu-se pentru un război împotriva Turciei. În vara anului 1912, la 22 mai/4 iunie, generalul Stepanović a fost înlocuit de generalul Putnik la conducerea Ministerului Apărării, iar o lună mai târziu prim-ministrul Milovan Milovanović a murit și i-a succedat ministrul de interne Marko Trifković.

## Primul Război Balcanic

### Primele operațiuni militare
Când a izbucnit Primul Război Balcanic, Stepa Stepanović a devenit comandantul Armatei a 2-a, cu un efectiv de 60.000 de militari și 84 de tunuri. Concentrată în zona Kiustendil - Dupnița, Armata a 2-a era formată din Divizia 1 Infanterie Timok (sârbă) și Divizia 7 Infanterie Rila (bulgară). Misiunea sa a fost să atace spatele Armatei Otomane înaintea Armatei 1-a. Informând trupele sârbe că Divizia 7 Infanterie Rila a devenit parte a armatei, Stepanović a spus: „Mă uit cu încredere la viitoarea noastră activitate și cred cu tărie în succes, pentru că, separați de secole și acum înfrățiți și îmbrățișați, frații apropiați, sârbi și bulgari reprezintă o forță irezistibilă care va zdrobi toate obstacolele și îi va elibera pe frații asupriți.”
La 17 octombrie 1912 Putnik l-a informat pe Stepanović că Serbia a declarat război Imperiului Otoman. El i-a ordonat armatei sale să se apropie de granița otomană, dar să nu o traverseze până când nu va primi un ordin în această privință. Cu toate acestea, Înaltul Comandament Bulgar i-a ordonat comandantului Diviziei Rila, generalul Gheorghi Todorov, să treacă granița otomană și să atace localitățile Carevo selo și Gornja Džumaja, pe care a reușit să-l captureze. Stepanović i-a trimis o scrisoare de felicitare cu următorul conținut: „Ura pentru eroii Diviziei a 7-a”.
Pe 18 octombrie Divizia Timok a început să atace pozițiile otomane în direcția Rujen-Crni vrh, iar în ziua următoare u capturat localitatea Crni vrh la ordinul lui Stepanović. La 21 octombrie, Înaltul Comandament Sârb a ordonat Diviziei Timok să înainteze către Kumanovo. Nefiind informat că batalionul, comandat de maiorul Dobrosav Milenković, capturase deja orașul Kriva Palanka fără luptă, Stepanović a ordonat toate efectuarea manevrelor necesare pentru capturarea orașului. Acest ordin a făcut trupele sârbe să piardă mult timp, dar majoritatea unităților diviziei au reușit să treacă prin defileul Krivorečka fără nicio rezistență. La amiază Regimentul de Cavalerie a început o luptă la 5-6   km distanță de Stracin și a reușit să captureze satul la căderea nopții. Încă o dată, Stepanović nu a fost informat despre acest eveniment, iar a doua zi a ordonat trupelor sale să captureze satul Stracin, ceea ce a irosit mult timp. După acest eveniment, a fost stabilită o cale de comunicare mai bună între Armata 1-a și Armata a 2-a, iar drumul către Kumanovo a fost deschis.

### Bătălia de la Kumanovo
Neștiind că oștile inamice se concentraseră la Kumanovo, generalul Stepanović a ordonat Diviziei Timok să înainteze către Kumonovo în dimineața zilei de 23 octombrie. În același timp, el i-a ordonat comandantul Diviziei a 7-a să captureze orașul Koceani în aceeași zi și apoi, pentru a economisi o parte din forțele sale, să trimită un contingent către Štip. La primele ore ale zilei de 23 octombrie Divizia Timok a atacat orașul Kratovo și astfel a început Bătălia de la Kumanovo.
Cu toate acestea, generalul Todorov a respectat ordinele primite de la Înaltul Comandament Bulgar, așa că a trimis doar un batalion format din zece baterii pentru a captura orașul Kočani, care era apărat de o întreagă divizie. În timp ce Divizia Timok se afla în marș, Stepanović a primit informația că o puternică forță otomană a plecat de la Ovče polje și Kočani și se îndrepta în marș spre Kratovo. Pe baza acestei informații, i-a ordonat comandantului Diviziei Timok să se grăbească să captureze orașul Kratovo și să-și stabilească o poziție fortificată în partea de sud a orașului. Cu toate acestea, după ce a ajuns în zona Kratovo, colonelul Kondić a decis că militarii Diviziei Timok erau obosiți și că trebuiau să se odihnească o noapte. Folosindu-se de această întârziere, otomanii au ocupat localitatea Crni vrh, care era păzită doar de un departament de comitagii bulgari și de o companie de sârbi.
Stepanović nu a fost mulțumit de activitatea ambelor divizii și a raportat acest lucru Comandamentului Suprem. A primit răspuns că Divizia a 7-a trebuia să ocupe neîntârziat orașul Kočani și Divizia Timok să captureze satul Crni Vrh. Între timp, Stepanović a aflat vestea că aveau loc lupte la Kumanovo, ceea ce l-a surprins și l-a făcut să se îngrijoreze pentru Divizia Timok, dar a căutat totuși o modalitate de a ajuta Armata 1-a. Prin urmare, a ordonat Diviziei Timok să captureze satul Crni vrh la 24 octombrie, dar satul a fost ocupat de sârbi abia în ziua de 25 octombrie.
A doua zi, Înaltul Comandament Sârb l-a informat pe Stepanović că, la cererea guvernului bulgar, s-a decis ca Divizia Timok să fie pusă sub comanda Înaltului Comandament Bulgar, cu condiția ca generalul sârb să coordoneze în continuare operațiunile ambelor divizii. El a transferat imediat Regimentul 14 Sârb în subordinea Diviziei 7 Rila și i-a ordonat generalului Todorov să-și dirijeze forțele către gura râului Bregalnica pentru a tăia retragerea otomană către Prilep, apoi a cerut permisiunea să-și mute cartierul general de la Kriva Palanka la Štip pentru a coordona mai eficient operațiunile militare.
Cu toate acestea, după ce a ajuns la Kratovo, a fost înștiințat de generalul Todorov că a primit ordine de la Înaltul Comandament Bulgar să-și dirijeze trupele către Serez și Demir Hisar, pe care le pusese deja în aplicare. După ce a citit acest mesaj, Stepanović s-a întors la Kriva Palanka pentru a pregăti câteva unități să vină în ajutorul bulgarilor.

### Asediul Adrianopolului
Generalul Stepa Stepanović a ajuns cu statul său major în locul numit Mustafa Pașa (o stație feroviară din afara Adrianopolului) la 6 noiembrie 1912. Imediat, l-a contactat pe generalul Nikola Ivanov, comandantul suprem al Armatei a 2-a Bulgare, care conducea trupele de asediu împotriva orașului otoman. Stepanović și-a stabilit cartierul general la Mustafa Pașa, unde se aflași cartierul lui Ivanov.
Pe 3 decembrie 1912 a fost semnat un armistițiu cu Armata Otomană. Stepanović a încercat să mențină disciplina și concentrarea trupelor. El a cerut disciplină maximă și pregătire inclusiv în ajunul Crăciunului. În timpul armistițiului, Stepanović a reușit să îmbunătățească aprovizionarea armatei sale. Comandamentul Suprem Bulgar a acceptat să aprovizioneze Armata a 2-a Sârbă, dar Stepanović nu a fost mulțumit de calitatea proviziilor furnizate, așa că a cerut să primească pâine, carne și alte produse de o calitate superioară. Nereușind să ajungă la un acord cu comandamentul bulgar, el a cerut Comandamentului Suprem Sârb să-i trimită provizii pentru a „păstra sănătatea și moralul soldaților”. După două luni de pregătire, la 24 martie 1913 a început asediul Adrianopolului, care a durat trei zile. Divizia Timok a ocupat întregul sector nordic al câmpului de luptă în doar 45 de minute, în ciuda faptului că nu avea artilerie, și a atras un foc masiv al artileriei din fortăreața Adrianopol.
La sfârșitul zilei s-a decis ca în noaptea următoare să fie lansat un atac pentru a elimina obstacolele inamice. Când a început atacul, otomanii au încercat fără succes să-și recupereze pozițiile aflate acum în sectorul Diviziei Timok. Generalul Stepanović a urmărit atacul de pe o colină aflată în spatele Diviziei Dunării. Nikola Aranđelović, care era de serviciu la telegraful armatei, a descris astfel momentul luptei:
| “ | Stând singur, ca o statuie, generalul Stepanović a înaintat spre tranșeele compatrioților săi, țăranii din Compania a 7-a: oameni din Kumodraž, Mokri Lug, Avala și Kosmaj; din când în când, el aplauda și exclama: „Bravo, copiii mei! Bravo, eroii mei!». | ” |

La ora 5.30 Stepanović a ordonat trupelor sârbe să se deplaseze într-un atac decisiv pe linia frontului, pentru a-i ajuta pe bulgari să înainteze către sectorul estic, care a căzut în jurul orei 8. La ora 8.30 doi ofițeri otomani au sosit în sectorul Regimentului 20 Sârb pentru a negocia predarea în numele lui Mehmed Șükrü Pașa. Neprimind niciun răspuns, Pașa l-a trimis pe adjutantul său în sectorul Regimentului 20 Sârb cu mesajul că Mehmed Șükrü Pașa vrea să discute cu comandantul sârb. Stepanović a răspuns că nu fusese autorizat de comandant să poarte negocieri și că trebuia să se adreseze generalului Ivanov. Între timp, Divizia Timok a capturat linia de apărare otomană, iar Divizia Dunării a capturat punctul Papas-tepe. Generalul Stepanović s-a deplasat în spatele liniilor frontale ale regimentelor Diviziei Dunării, iar la 11 dimineața se afla în Bekčitepe, în apropiere de Marash, care fusese capturat de Regimentul 4 Sârb. La ora 11.30 ofițerii bulgari au ajuns la cartierul general al lui Mehmed Șükrü Pașa, care s-a predat generalului Ivanov la 12.15, dar s-a întors din proprie voință la cartierul său. El a fost în cele din urmă capturat de trupele sârbe o oră mai târziu.
După căderea Adrianopolului, Stepanović a format un detașament mixt care, pe 27 martie, a mărșăluit solemn către orașul cucerit. Câteva zile mai târziu, el a ordonat ridicarea unui monument memorial la Cernomen, exact în locul în care, conform istoriei, a avut loc Bătălia de pe Marița (1371), pentru a-i omagia pe eroii căzuți. Potrivit participanților, a fost un moment emoționant. Curând, Stepanović a început pregătirile pentru întoarcerea armatei în Serbia. Guvernul bulgar nu i-a oferit suficiente trenuri pentru a-și transporta trupele, așa că Stepanović a amenințat că armata sârbă se va întoarce pe jos către Serbia. Bulgarii au cedat, iar trupele sârbe au fost transportate în patrie de la 1 aprilie până la 9 mai.

## Primul Război Mondial

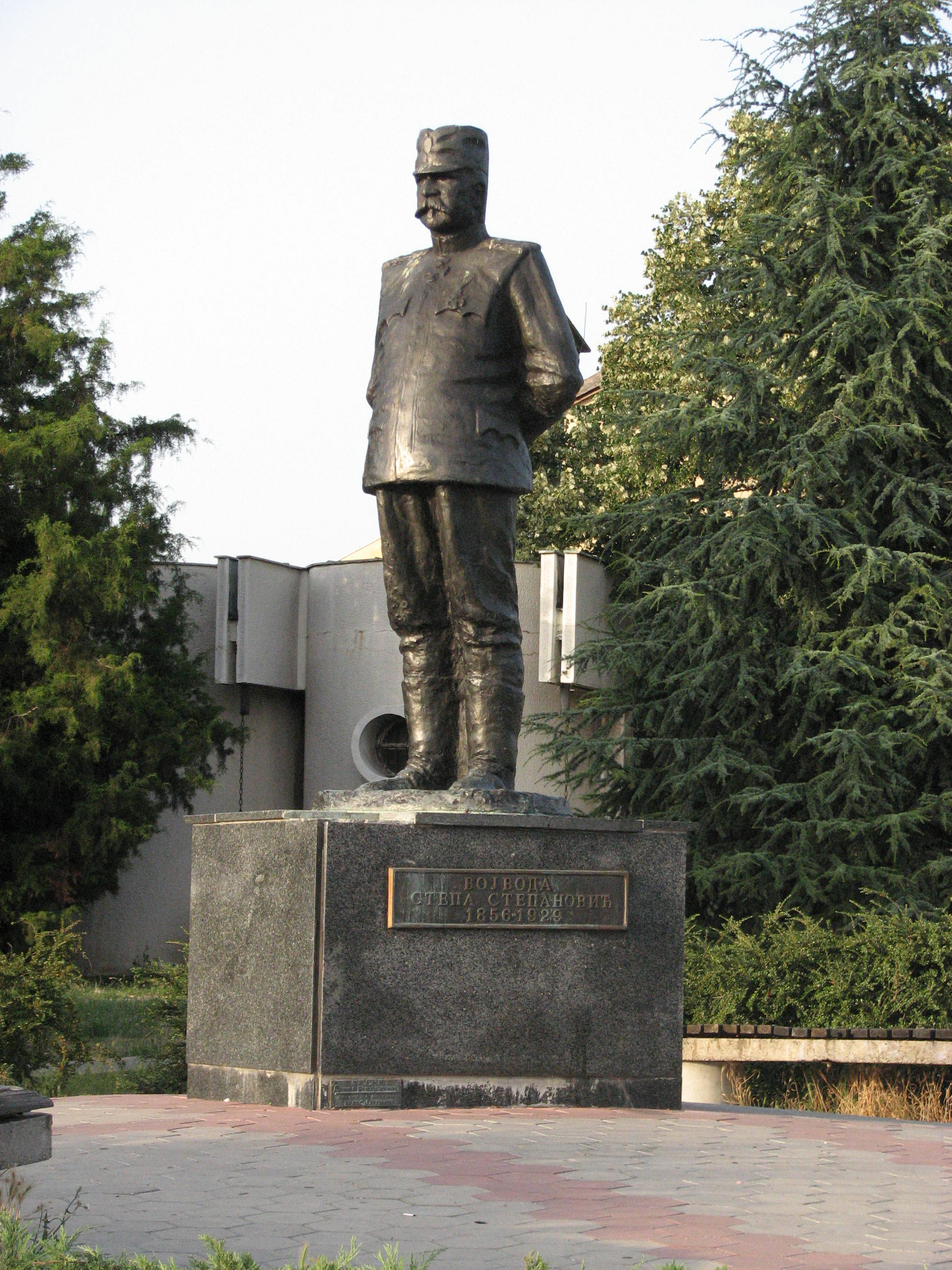
Monumentul lui Stepa Stepanović din Kumodraž.

La începutul Primului Război Mondial, Stepanović l-a înlocuit temporar pe șeful Marelui Stat Major, Radomir Putnik, care fusese reținut în Austro-Ungaria. El a fost responsabil de mobilizarea Armatei Sârbe și de efectuarea pregătirilor de război. După întoarcerea lui Putnik a preluat din nou comanda Armatei a 2-a. În timpul războiului Stepanović a condus unitățile militare sârbe care, după un marș forțat desfășurat pe parcursul a câtorva zile, au obținut victoria în Bătălia de pe Muntele Cer, învingând Armata a 5-a Austro-Ungară. Această bătălie a reprezentat prima victorie obținută de Aliați în război, iar Stepanović a fost avansat la gradul de mareșal. Armata a 2-a a obținut victorii în Bătălia de pe Drina și Bătălia de la Kolubara și a participat la operațiunile militare de apărare a Serbiei în anul 1915.
În 1918 a comandat din nou Armata a 2-a în Ofensiva Aliaților din Macedonia, reușind străpungerea liniilor inamice la 15 septembrie. Armata a 2-a a înaintat spre granița bulgară și, după capitularea bulgarilor la 29 septembrie, s-a îndreptat către vest, a pătruns în Bosnia și a ajuns la Marea Adriatică.
Stepanović s-a aflat în serviciul activ până la sfârșitul anului 1919, când s-a retras din postul de comandant-șef al Armatei Sârbe. În cursul carierei sale, el a fost ministru de război în două ocazii. A murit în orașul Čačak la 29 aprilie 1929.

## Decorații
| Decorații militare sârbești |                                                                  |
| Format:Ribbon devices/alt   | Ordinul Steaua Karagheorghevici cu spade, Marea Cruce de Cavaler |
| Format:Ribbon devices/alt   | Ordinul Steaua Karagheorghevici cu spade, Mare Ofițer            |
| Format:Ribbon devices/alt   | Ordinul Steaua Karagheorghevici cu spade, Comandor               |
| Format:Ribbon devices/alt   | Ordinul Steaua Karagheorghevici cu spade, Ofițer                 |
| Format:Ribbon devices/alt   | Ordinul Steaua Karagheorghevici cu spade, Cavaler                |
| Format:Ribbon devices/alt   | Ordinul Steaua Karagheorghevici, Comandor                        |
| Format:Ribbon devices/alt   | Ordinul Steaua Karagheorghevici, Ofițer                          |
| Format:Ribbon devices/alt   | Ordinul Vulturul Alb cu spade, Comandor                          |
| Format:Ribbon devices/alt   | Ordinul Vulturul Alb, Comandor                                   |
| Format:Ribbon devices/alt   | Ordinul Vulturul Alb, Ofițer                                     |
| Format:Ribbon devices/alt   | Ordinul Crucea Takovo, Mare Ofițer                               |
| Format:Ribbon devices/alt   | Ordinul Crucea Takovo, Comandor                                  |
| Format:Ribbon devices/alt   | Ordinul Crucea Takovo, Ofițer                                    |
| Format:Ribbon devices/alt   | Ordinul Crucea Takovo cu spade, Cavaler                          |
| Medalii sârbești            |                                                                  |
| Format:Ribbon devices/alt   | Medalia pentru vitejie, aur                                      |
| Format:Ribbon devices/alt   | Medalia pentru vitejie, argint                                   |
| Format:Ribbon devices/alt   | Medalia comemorativă a regelui Petru I                           |
| Format:Ribbon devices/alt   | Medalia comemorativă a războaielor cu Turcia (1876-1878)         |
| Format:Ribbon devices/alt   | Medalia comemorativă a războiului cu Bulgaria (1885)             |
| Format:Ribbon devices/alt   | Medalia Meritul Militar                                          |
| Format:Ribbon devices/alt   | Medalia comemorativă a Primului Război Balcanic                  |
| Format:Ribbon devices/alt   | Medalia comemorativă a celui de-al Doilea Război Balcanic        |
| Format:Ribbon devices/alt   | Medalia comemorativă a Primului Război Mondial                   |
| Format:Ribbon devices/alt   | Medalia comemorativă a Retragerii Armatei Sârbe prin Albania     |
| Decorații străine           |                                                                  |
| Format:Ribbon devices/alt   | Legiunea de onoare, Ofițer (Franța)                              |
| Format:Ribbon devices/alt   | Ordinul Mântuitorului, Marea Cruce de Cavaler (Grecia)           |
| Format:Ribbon devices/alt   | Ordinul Coroana Italiei, Marea Cruce de Cavaler (Italia)         |
| Format:Ribbon devices/alt   | Ordinul Prințul Danilo I, Marea Cruce de Cavaler (Muntenegru)    |
| Format:Ribbon devices/alt   | Ordinul Sf. Stanislav, Marea Cruce de Cavaler (Imperiul Rus)     |
| Format:Ribbon devices/alt   | Ordinul Sf. Stanislav cu spade, Comandor (Imperiul Rus)          |
| Format:Ribbon devices/alt   | Ordinul Sf. Gheorghe, clasa a IV-a (Imperiul Rus)                |
| Format:Ribbon devices/alt   | Ordinul Bath, Cavaler Comandor (Marea Britanie)                  |
| Format:Ribbon devices/alt   | Ordinul Bath, Companion (Marea Britanie)                         |
| Format:Ribbon devices/alt   | Medalia Obilić (Regatul Muntenegrului)                           |
| Format:Ribbon devices/alt   | Ordinul pentru servicii remarcabile (Marea Britanie)             |

## Notă explicativă
1. ^ Data nașterii: Data nașterii lui Stepanović este adesea interpretată greșit ca fiind 12 martie 1856. Cu toate acestea, din moment ce el s-a născut la 28 februarie 1856 (stil vechi), iar diferența dintre calendare era de douăsprezece zile la acea vreme, 1856 fiind un an bisect, se poate calcula că Stepanović s-a născut de fapt la 11 martie 1856 (stil nou).

## Legături externe
- Srpsko Nasleđe, nr. 10 octombrie 1998

| Funcții politice           | Funcții politice                        | Funcții politice           |
| -------------------------- | --------------------------------------- | -------------------------- |
| Predecesor: Radomir Putnik | Ministru de război al Serbiei 1908      | Succesor: Mihailo Živković |
| Predecesor: Ilija Gojković | Ministru de război al Serbiei 1908–1912 | Succesor: Radomir Putnik   |